# I-369 (sous-marin)
Pour les articles homonymes, voir I369.
L'I-369  (イ-369) est un sous-marin de Classe Type D (丁型/潜丁型潜水艦, Tei-gata/Sen-Tei-gata sensuikan) de la sous-classe D1 (丁型/潜輸（伊三百六十一型）, Tei-gata/Sen'yu, classe I-361) en service dans la marine impériale japonaise durant la Seconde Guerre mondiale.
Il a servi pendant la Seconde Guerre mondiale et a effectué des missions de transport entre le Japon et les îles périphériques. Dernier sous-marin de transport japonais à avoir visité la base japonaise de Truk, il a capitulé à la fin de la guerre et a été mis au rebut en 1946.

## Description
Les sous-marins de la sous-classe D1 étaient des sous-marins de transport à moyenne portée. La construction s'étalant entre 1943 et 1944
Ils ont un déplacement de 1 463 tonnes en surface et 2 251 tonnes en immersion. Les sous-marins mesuraient 73,5 mètres de long, avaient une largeur de 8,9 mètres et un tirant d'eau de 4,76 mètres. Les sous-marins permettaient une profondeur de plongée de 75 m et avaient un effectif de 55 officiers et membres d'équipage.
Kampon a été retenu comme fabricant des moteurs diesel Mk.23B Model 8. Pour la navigation de surface, les sous-marins étaient propulsés par deux moteurs diesel de 925 cv (680 kW), chacun entraînant un arbre d'hélice. En immersion, chaque hélice était entraînée par un moteur électrique de 600 chevaux-vapeur (441 kW). Ils pouvaient atteindre 13 nœuds (24 km/h) en surface et 6,5 nœuds (12 km/h) sous l'eau. En surface, les D1 avaient une autonomie de 15 000 milles nautiques (27 800 km) à 10 noeuds (19 km/h); en immersion, ils avaient une autonomie de 120 milles nautiques (200 km) à 3 noeuds (6 km/h).
Les sous-marins étaient armés de 2 tubes lance-torpilles internes de 53,3 cm à l'avant. Ils transportaient un torpille pour chaque tube, soit un total de 2 torpilles Type 95. Ils étaient également armés d'un canon de pont de 140 mm (L/40) Type 11e année pour le combat en surface et de 2 canons anti-aérien de 25 mm Type 96.

## Construction
Construit par l'Arsenal naval de Yokosuka au Japon, le I-369 a été mis sur cale le 1er septembre 1943 sous le nom de sous-marin de transport n°5469. Il est renommé I-369 le 25 janvier 1944 et provisoirement rattaché au district naval de Sasebo. Il a été lancé le 9 mars 1944 et a été achevé et mis en service le 9 octobre 1944.

## Historique
Le I-369 est mis en service dans la Marine impériale japonaise le 9 octobre 1944 et rattaché au district naval de Sasebo. Le lieutenant de vaisseau (海軍大尉 (Kaigun-dai-i))) Matsushima Shigeo est le commandant du sous-marin. Il est affecté au 11e escadron de sous-marins pendant sa mise au point.
Le 15 décembre 1944, il est réaffecté au 7e escadron de sous-marins.
Le 21 janvier 1945, le I-369 quitte Yokosuka à destination de l'île Marcus pour sa première mission de transport. Il arrive à Marcus le 28 janvier 1945, décharge sa cargaison et reprend la route pour retourner à Yokosuka, qu'il atteint le 5 février 1945. Il quitte de nouveau Yokosuka le 12 février pour son deuxième voyage de ravitaillement. Après avoir livré sa cargaison à Chichijima dans les îles Bonin, il revient à Yokosuka le 21 février 1945. Le 20 mars 1945, le 7e escadron de sous-marins est désactivé et le I-369 est réaffecté à la 16e division de sous-marins avec les sous-marins I-372, Ha-101, Ha-102 et Ha-104.
Le 16 avril, le I-369 appareille de Yokosuka pour son troisième et dernier voyage de transport, cette fois-ci en direction de Truk et de l'île Mereyon à Woleai dans les îles Caroline. Dernier sous-marin de transport japonais à visiter Truk, il y arrive le 1er mai 1945 et décharge 312 kg de nourriture, 6,303 tonnes d'armes et de munitions, 25 tonnes de carburant et 4,4 tonnes d'autres marchandises. Parti de Truk le 3 mai 1945, il se dirige vers Mereyon, où il  arrive le 7 mai 1945 après la tombée de la nuit et décharge 38,9 tonnes de nourriture et 2,6 tonnes d'autres marchandises. Il embarque également deux boîtes contenant les restes incinérés de militaires japonais décédés et 60 passagers, dont les membres d'équipage survivants d'un hydravion Kawanishi H8K  (nom de code des Alliés "Emily") du 801e Groupe aéronaval qui avait atterri à Mereyon après avoir servi d'avion éclaireur pour l'opération Tan No. 2, une attaque kamikaze japonaise du 11 mars 1945 contre le mouillage de la flotte américaine dans l'atoll d'Ulithi. Il quitte Mereyon le 11 mai 1945 et termine son voyage avec son arrivée à Yokosuka le 24 mai 1945.
Le 25 mai 1945, le I-369  commence sa conversion à Yokosuka en un sous-marin-citerne capable de transporter 100 tonnes d'essence d'aviation (Avgas),. Il est encore en cours de conversion et partiellement démantelé lorsque les hostilités entre le Japon et les Alliés prennent fin le 15 août 1945. Il se rend aux Alliés le 30 août 1945.
Les Japonais rayent le I-369 de la liste de la marine le 15 septembre 1945.
Il est mis au rebut à Yokosuka en 1946.